# NGC 7780
NGC 7780 је спирална галаксија у сазвежђу Рибе која се налази на NGC листи објеката дубоког неба.
Деклинација објекта је + 8° 7' 6" а ректасцензија 23h 53m 32,1s. Привидна величина (магнитуда) објекта NGC 7780 износи 14,0 а фотографска магнитуда 14,8. NGC 7780 је још познат и под ознакама UGC 12833, MCG 1-60-46, CGCG 407-71, IRAS 23509+0750, PGC 72775.